# Alliance libérale du Monténégro
La Liberalni Savez Crne Gore (Alliance libérale du Montenegro) est un ancien parti politique monténégrin membre de l'Internationale libérale. À la suite de plusieurs scandales de corruption, le parti est dissout en 2005. La majorité de ses membres constitue alors le Parti libéral du Monténégro.